# Медведевка (приток Вятки)
Медведевка — река в России, протекает в Омутнинском районе Кировской области. Устье реки находится в 1183 км по левому берегу реки Вятки. Длина реки составляет 32 км, площадь водосборного бассейна 108 км².
Исток реки на Верхнекамской возвышенности в 5 км к северо-западу от посёлка Омутнинский и в 18 км к северо-западу от города Омутнинск. Река течёт на северо-восток по ненаселённому лесному массиву. Впадает в боковую старицу Вятки западнее деревни Турундаевская (Вятское сельское поселение).

## Данные водного реестра
По данным государственного водного реестра России относится к Камскому бассейновому округу, водохозяйственный участок реки — Вятка от истока до города Киров, без реки Чепца, речной подбассейн реки — Вятка. Речной бассейн реки — Кама.
По данным геоинформационной системы водохозяйственного районирования территории РФ, подготовленной Федеральным агентством водных ресурсов:
- Код водного объекта в государственном водном реестре — 10010300212111100030061
- Код по гидрологической изученности (ГИ) — 111103006
- Код бассейна — 10.01.03.002
- Номер тома по ГИ — 11
- Выпуск по ГИ — 1